# 佐藤達夫 (解剖学者)
佐藤 達夫（さとう たつお、1937年 - ）は日本の医師、医学者。東京医科歯科大学名誉教授。初代東京有明医療大学学長。

## 経歴
- 1937年 宮城県仙台市生まれ[1]
- 1963年 東京医科歯科大学 医学部 医学科 卒業[3]
- 1968年 東京医科歯科大学 医学研究科 形態学系・解剖学 修了、医学博士[3]
- 1968年 福島県立医科大学 講師(解剖学第1)[3]
- 1970年 東北大学医学部 助教授(医学部解剖学第2)[3]
- 1974年 東京医科歯科大学 教授(医学部解剖学第1)
- 1986年 東京医科歯科大学 学生部長（現在の副学長）
- 1995年 東京医科歯科大学 医学部長[3]
- 2001年 東京医科歯科大学 副学長
- 2002年 東京医科歯科大学 医歯学教育研究センター長[3]
- 2003年 東京医科歯科大学 名誉教授、北里大学 客員教授[3]
- 2004年 帝京平成大学 教授[3]、東京医科歯科大学 学長特別補佐（学長代理）
- 2008年 東京有明医療大学 学長（ - 2017年）[3]
- 2017年 東京有明医療大学 名誉学長・名誉教授[3]
  - 東京医科歯科大学 医科同窓会 理事長

## 経歴（大学外）
- 1997年 臨床解剖研究学会 会長
- 1999年 全国国立大学 医学部長・病院長会議 会長[3]
- 2017年 秋の叙勲において瑞宝中綬章を受章[4][5]